# Osobisty pamiętnik grzesznika przez niego samego spisany
Osobisty pamiętnik grzesznika przez niego samego spisany – polski film fabularny z 1985 roku w reżyserii Wojciecha Jerzego Hasa.
Film jest poetycką przypowieścią o zmaganiu człowieka ze złem i grzechem. Pesymistyczna wizja natury ludzkiej. Scenariusz oparty jest na powieści Jamesa Hogga Wyznania usprawiedliwionego grzesznika przez niego samego spisane.

## Treść[1]
Potajemnie odkopane zwłoki grzesznika ożywają i przedstawiają opowieść o swoim losie zapisane w pamiętniku. Robert zostaje zrodzony ze związku hulaki i rozpustnika Logana i poślubionej wbrew jej woli bogobojnej Rabiny. W wyniku jej zgwałcenia rodzi się Gustaw, którego matka przeklina i odchodzi od Logana. Związuje się z powiernikiem duchowym i z tego związku pochodzi Robert. Robert przyjmuje życie wyrzeczeń dla osiągnięcia wyższego poziomu duchowego i zajmuje się rozważaniem zagadnień wiary i moralności. Pojawia się Nieznajomy, który zwodzi Roberta na drogę zbrodni i zatracenia własnej duszy. Z podszeptów Nieznajomego zabija własnego przyrodniego brata, a potem ojca i matkę. Schodzi na drogę pijaństwa, rozpusty i występku. W ostatnich scenach filmu przebija sztyletem Nieznajomego, jednak to Roberta ze sztyletem wbitym w serce znajdują włóczędzy.

## Obsada[2]
- Piotr Bajor – Robert
- Maciej Kozłowski – Nieznajomy
- Janusz Michałowski – pastor Prudencjusz, ojciec Roberta
- Hanna Stankówna – Rabina, matka Roberta
- Ewa Wiśniewska – Laura
- Franciszek Pieczka – Logan, mąż Rabiny
- Anna Dymna – Dominika
- Katarzyna Figura – Cyntia
- Jan Jankowski – Gustaw, przyrodni brat Roberta
- Jan Paweł Kruk – strażnik
- Andrzej Krukowski – pastuch
- Zdzisław Kuźniar – tkacz
- Zofia Merle – żona tkacza
- Jerzy Zygmunt Nowak – karczmarz Samuel

## Nagrody
- 1986 – Festiwal Polskich Filmów Fabularnych w Gdyni – nagroda za scenografię (Andrzej Przedworski), nagroda za muzykę (Jerzy Maksymiuk)
- 1986: XVI Lubuskie Lato Filmowe Złote Grono – nagroda za zdjęcia (Grzegorz Kędzierski)